# 55–63 Main Street (Kilsyth)
Unter der Adresse 55–63 Main Street in der schottischen Stadt Kilsyth in der Council Area North Lanarkshire ist ein Wohn- und Geschäftshaus zu finden. Es liegt direkt an der ehemaligen Hauptverkehrsstraße der Stadt in einem Bereich, der heute zu einer Fußgängerzone beruhigt wurde. 1979 wurde das Gebäude in die schottischen Denkmallisten in der Kategorie B aufgenommen.

## Beschreibung
Der Bau wurde 1904 begonnen und im darauffolgenden Jahr abgeschlossen. Als Architekt war George Hay für die Planung verantwortlich und entwarf ein dreistöckiges Gebäude, das Motive der Jugendstilarchitektur aufweist. Es besitzt fünf Fensterachsen und besteht aus rotem Quaderstein. Ebenerdig sind Ladengeschäfte eingerichtet, während die restlichen Gebäudeteile als Wohnraum genutzt werden. Die Fenster der oberen Stockwerke sind von verzierten Faschen eingerahmt. Das verzierte Gesims an der Fassadenfläche wird von Blendpfeilern an den Gebäudekanten getragen. Die ebenerdigen Schaufenster sind mit einem Blendgesimse verziert. Die Eingangstüren besitzen teilweise gravierte Scheiben und sind von zwiebelförmigen Oberlichten gekrönt. In der Hausnummer 55 sind noch teilweise die Originalholzverkleidungen und bemalten Gläser erhalten.